# اجونيه سالاج
اجونيه سالاج (بالألبانية: Agonit Sallaj‏) (14 فبراير 1992 بكوسوفو - ) هو لاعب كرة قدم ألباني في مركز الدفاع. شارك مع منتخب ألبانيا تحت 21 سنة لكرة القدم ومنتخب ألبانيا لكرة القدم. أما مع النوادي، فقد لعب مع لو مون لوزان ونادي بيل-بيين ونادي فرايبورغ ونادي نوشاتل زاماكس وFC Bulle ‏.

## روابط خارجية
- اجونيه سالاج على موقع قاعدة بيانات كرة القدم.إي يو (الإنجليزية)
- اجونيه سالاج على موقع ناشيونال فوتبول تيمز (الإنجليزية)
- اجونيه سالاج على موقع Soccerway.com (الإنجليزية)
- اجونيه سالاج على موقع عالم كرة القدم.نت (الإنجليزية)